# Joaquín Fernández (calciatore 2003)
Joaquín Fernández Benítez (8 febbraio 2003) è un calciatore uruguaiano, centrocampista del Danubio.

## Carriera
Pintos è cresciuto nel settore giovanile dell'Atenas, con cui ha debuttato il 16 giugno 2021 nell'incontro di Segunda División perso 2-1 contro il Danubio. Nel 2023 è stato acquistato dal Cerro Largo, con cui ha debuttato in Primera División il 19 agosto contro il River Plate (M). Ha segnato il suo primo gol in carriera il 29 ottobre seguente, nell'incontro di Copa Uruguay perso 3-2 contro lo Sportivo Barracas.
Il 5 gennaio 2024 è stato acquistato a titolo definitivo dal Danubio, il club contro il quale aveva debuttato tre anni prima.

## Statistiche

### Presenze e reti nei club
Statistiche aggiornate al 3 maggio 2024.
| Stagione        | Squadra         | Campionato      | Campionato | Campionato | Coppe nazionali | Coppe nazionali | Coppe nazionali | Coppe continentali | Coppe continentali | Coppe continentali | Altre coppe | Altre coppe | Altre coppe | Totale | Totale | Totale |
| Stagione        | Squadra         | Comp            | Pres       | Reti       | Comp            | Pres            | Reti            | Comp               | Pres               | Reti               | Comp        | Pres        | Reti        | Pres   | Reti   |        |
| --------------- | --------------- | --------------- | ---------- | ---------- | --------------- | --------------- | --------------- | ------------------ | ------------------ | ------------------ | ----------- | ----------- | ----------- | ------ | ------ | ------ |
| 2021            | Atenas          | SD              | 17         | 0          |                 | -               | -               |                    | -                  | -                  |             | -           | -           | 17     | 0      |        |
| 2022            | Atenas          | SD              | 16         | 0          | CU              | 2               | 0               |                    | -                  | -                  |             | -           | -           | 18     | 0      |        |
| 2023            | Atenas          | SD              | 14         | 0          | CU              | 0               | 0               |                    | -                  | -                  |             | -           | -           | 14     | 0      |        |
| 2023            | Cerro Largo     | PD              | 10         | 0          | CU              | 1               | 1               |                    | -                  | -                  |             | -           | -           | 11     | 1      |        |
| 2024            | Danubio         | PD              | 1          | 0          | CU              | 1               | 0               | CS                 | 1                  | 0                  |             | -           | -           | 3      | 0      |        |
| Totale carriera | Totale carriera | Totale carriera | 58         | 0          |                 | 4               | 1               |                    | 1                  | 0                  |             | -           | -           | 63     | 1      |        |